# Выбор киллера
«Выбор киллера» (англ. Choose) — американский триллер с элементами фильма ужасов и детектива, снятый режиссёром Маркусом Грейвзом в 2011 году. В главных ролях снимались Кэтрин Уинник и Кевин Поллак.
Слоган фильма — «Альтернатива страшнее смерти».

## Сюжет
Жестокий маньяк-убийца предлагает своим жертвам выбор, зачастую равноценный смерти. Так, например, в начале фильма он проникает в дом одной семьи, и заставляет подростка Сару решить кто из её родителей умрёт. При отказе выбирать он угрожает убить всех. Отец умоляет выбрать его в качестве жертвы, и дочери приходится собственноручно его убить.
Погибший, в свою очередь, оказывается известным адвокатом Эллиотом Винсентом. За расследование берётся детектив Том Вагнер (Кевин Поллак). Его дочь Фиона (Кэтрин Уинник), студентка-журналистка, узнав о подробностях дела, вспоминает о предсмертной записке матери, совершившей суицид, в которой говорится «каждый выбор имеет последствия». Это наталкивает Фиону на мысль, что смерть матери могла и не быть самоубийством.
Тем временем маньяк наносит новый удар, его жертвой становится музыкант из оркестра Саймон Кэпмбелл. Садист предлагает ему жуткий выбор: лишиться слуха или пальцев. В итоге ему приходится оглушить жертву и отрезать пальцы секатором. Вагнер с напарником Бенсоном (Ричард Шорт) обнаруживают на месте преступления песочные часы, а также символ в виде лабиринта, начертанный кровью. Фиона проникает в больницу, где находится пострадавший Саймон и расспросив его, становится на шаг ближе к разгадке смерти матери.
Очередной жертвой маньяка становится модная фотомодель Дженна Марлоу (Кейт Наута), которая была поставлена перед выбором — лишиться красоты или зрения — и в итоге была изуродована садистом. Фотографии обожжённого газовым резаком лица Дженны психопат высылает Фионе. Она узнаёт от отца о символах лабиринта и посещает мотель, в котором её мать покончила с собой. В шкафчике в ванной она находит тот самый знак, после чего едва не становится жертвой насилия со стороны оказавшегося там мужчины (Ленни Фон Долен).
В университетской библиотеке некто подкладывает Фионе книги о психологии выбора с закладкой на странице, где истолковывается смысл символа лабиринта. Благодаря библиотечным кодам, записанным в книгах, её друг Брайан (Билли Кэй) выясняет, что эти книги были взяты из библиотеки в колонии для несовершеннолетних, которая была закрыта в 2000 году из-за дела о издевательстве охраны над детьми. Все охранники, тем не менее, были оправданы, в суде их защищал недавно погибший Эллиот Винсент. Всё это Фиона рассказывает отцу.
Детектив Вагнер вместе с дочерью отправляются к психологу Рональду Пендлтону (Брюс Дерн), работавшему в колонии. Он проводил исправительную терапию для несовершеннолетних преступников. Он передаёт детективу записи сеансов терапии. Просмотрев их, сотрудники полиции обнаруживают, что сам Пендлтон ставил малолетних правонарушителей перед жестоким выбором: убить маленькую собачку и получить деньги, и в конце концов один из них, мальчик со шрамом на губе (Джейк Голдберг), сворачивает шею мопсу после предложения Пендлтона получить свободу в обмен на её жизнь. Однако это не был результат, на который рассчитывал психолог — согласно его идее, дети должны были изменить свои жизни в лучшую сторону, отказавшись от насилия.
Затем выясняется имя мальчика — Нейтан Джонс. Его приёмным отцом некоторое время был пианист Саймон Кэмпбелл, который над ним сексуально надругался. Затем он попал в приёмную семью Марлоу, однако его приёмная сестра Дженна (та самая фотомодель), возненавидев мальчика, обвинила его в изнасиловании и он попал в колонию. Полицейские обнаруживают логово Нейтана (Николас Туччи), где в ванной находят растворённые в кислоте останки Пендлтона, а также указания на то, что следующей жертвой станет сам детектив Вагнер. Когда он садится в свою машину его похищает Джонс, застрелив при этом Бенсона. Фиона едет в заброшенную исправительную колонию, где маньяк ей назначил встречу.
Нейтан заманивает Фиону в ловушку и оглушив, увозит в мотель (тот, где погибла мать Фионы). Оказывается, что Том Вагнер когда-то тоже поставил её перед выбором: Нейтан, который также был её сыном, но зачатым от другого мужчины, или Фиона. Мать выбрала Фиону. Джонс на глазах Фионы убивает её отца, однако ей удаётся освободиться и забить до смерти «брата».
Шокированная и окровавленная Фиона выходит на дорогу. Водитель пикапа останавливается чтобы подвезти её. Когда она садится, он говорит ей, что она очень похожа на свою мать. Это тот самый мужчина из мотеля, по всей видимости являющийся отцом Нейтана. Фиона пытается выбраться, но водитель давит на газ, после чего идут финальные титры.

## В ролях
- Кэтрин Уинник — Фиона Вагнер
- Кевин Поллак — детектив Том Вагнер, отец Фионы
- Николас Туччи — Нейтан Джонс, человек со шрамом (маньяк)
- Брюс Дерн — доктор Рональд Пендлтон, психолог
- Ричард Шорт — Бенсон, полицейский-напарник Вагнера
- Кейт Наута — Дженна Марлоу, фотомодель
- Билли Магнуссен — Пол, однокурсник и друг Фионы
- Билли Кэй — Брайан, однокурсник и друг Фионы
- Алекси Вассер — Марни, однокурсница и подруга Фионы
- Джейк Голдберг — Нейтан Джонс в детстве
- Том Клири — Саймон Кэмпбелл, пианист из оркестра
- Ленни Фон Долен — пугающий мужчина из отеля
- Энналейна Маркс — ведущая выпуска новостей